# 胥元规
胥元规（？—？），宋朝政治人物。
胥元规曾于1057年接替杨慥任华亭县知县一职，1060年由聂仪仲接任。